# Marijana Kovačević
|  | Per a altres significats, vegeu «Marijana Kovačević (tennista)». |

Marijana Kovačević, sovint anomenada «doctora miracle», és una terapeuta sèrbia coneguda per aplicar tractaments alternatius a esportistes d’elit.
Segons la mateixa Kovačević, el tractament combina massatges amb rodets, gels naturals i camps electromagnètics. Tanmateix, persisteixen els rumors que apunten a l’ús de placenta d'euga, una pràctica no reconeguda oficialment. Ella mateixa en defensa la legalitat i naturalitat, i assegura que els tractaments no deixen cap rastre en els controls antidopatge.
Kovačević va col·laborar amb la selecció sèrbia durant la Copa del Món de Futbol de 2010, a Sud-àfrica. Durant la Copa d'Àfrica de Nacions 2012, celebrada a Gabon i Guinea Equatorial, va fer servir el tractament de placenta d'euga per tractar el futbolista de Ghana Asamoah Gyan que es va lesionar els músculs isquiotibials i se li va recomanar no jugar durant quatre setmanes. Es diu que la guaridora va sanar-lo en només quatre hores. Altres jugadors que també han estat tractats per Marijana Kovačević són Pablo Zabaleta, Vincent Kompany, Nigel de Jong, Frank Lampard o Robin van Persie. Tot i que cap estudi científic ha validat els tractaments amb placenta (ni humana ni d'altres animals), Kovačević ha continuat atenent esportistes d'elit a la seva consulta de Belgrad.
El 2020 va publicar-se un estudi fet al Regne Unit, a partir d'entrevistes a professionals de la medicina esportiva, sobre l'aplicació de pràctiques mèdiques alternatives o no ortodoxes en els esports d'elit. L'estudi inclou els tractaments de Kovačević entre els que no han estat validats i que no estan regulats ni disposen de permisos. Són un tipus de teràpies dutes a terme per persones que esdevenen carismàtiques i molt populars en alguns països —és el cas de Mariana Kovačević— per haver tractat esportistes famosos.